# کوک (بازیکن فوتبال، زاده ۱۹۸۳)
کوک (انگلیسی: Koke؛ زادهٔ ۲۷ آوریل ۱۹۸۳) بازیکن فوتبال اهل اسپانیا است.
از باشگاه‌هایی که در آن بازی کرده‌است می‌توان به باشگاه فوتبال نورث‌ایست یونایتد، باشگاه فوتبال رایو وایکانو، باشگاه فوتبال المپیک مارسی، باشگاه فوتبال بلومینگ، باشگاه فوتبال ویرا، باشگاه فوتبال باکو، باشگاه فوتبال آریس سالونیک، باشگاه فوتبال یان رگنسبورگ، باشگاه فوتبال مالاگا، هیوستون دینامو، و باشگاه فوتبال اسپورتینگ پرتغال اشاره کرد.